# Octavarium
《Octavarium》은 드림 시어터의 8번째 정규 앨범으로 2005년 6월 7일 발매되었다. 뉴욕 The Hit Factory에서 녹음된 지난 앨범의 방향성을 유지했다. 존 페트루치는 Score DVD에서 Octavarium이 그때까지 작업한 앨범들 중 최고의 작품으로 생각한다고 밝혔다. "Panic Attack"은 게임 락 밴드 2의 주요 곡으로 사용되었다.

## 발매 전 유출
Octavarium이 발매되기 약 석달 전 제임스 라브리에의 솔로앨범 Elements Of Persuasion이 발매되었는데, 각종 P2P사이트에서 이것이 'Octavarium' 앨범으로 공유되었다. 둘 다 라브리에의 목소리가 담긴 것이었고, 많은 사람들은 이것이 드림시어터가 아닌 다른 밴드의 음악이라고 확신하지 못했다. 정식 발매 1주일전에야 진짜 Octavarium 음원이 유포되었는데 이것 또한 레코드샵에서 파는 정식 CD와는 조금 달랐다. 불법 유포된 앨범에서 Octavarium의 마지막 부분은 원곡과 달리 플룻 솔로와 피아노 연주로 끝난다. 포트노이는 에디 트렁크(Eddie Trunk)와의 인터뷰에서 밴드의 다섯 멤버와 포트노이의 아버지 하워드 포트노이(Howard Portnoy), 그리고 애틀란틱 레코드 소수 관계자들을 합쳐 단 10명만이 정식 음반을 발매전에 들어볼 수 있었다고 말했다.

## "Panic Attack" 사운드 클립
마이크 포트노이는 Octavarium 발매 4주 전, 기간투어 홈페이지를 통해 "Panic Attack"의 사운드 클립을 공개했다.

## 곡 목록
전체 작곡: 드림 시어터
| #             | 제목 | 작사                                                                                | 재생 시간 |
| ------------- | --- | ----------------------------------------------------------------------------------- | --------- |
| 1.            | 〈"The Root of All Evil"〉 | 마이크 포트노이                                                                     | 8:24      |
| 2.            | 〈"The Answers Lies Within"〉                                                                                                   | 존 페트루치                                                                         | 5:31      |
| 3.            | 〈"These Walls"〉 | 페트루치                                                                            | 7:34      |
| 4.            | 〈"I Walk Beside You"〉 | 페트루치                                                                            | 4:27      |
| 5.            | 〈"Panic Attack"〉 | 페트루치                                                                            | 8:11      |
| 6.            | 〈"Never Enough"〉 | 포트노이                                                                            | 6:45      |
| 7.            | 〈"Sacrificed Sons"〉 | 제임스 라브리에                                                                     | 10:41     |
| 8.            | 〈"Octavarium" - I. "Someone Like Him" - II. "Medicate (Awakening)" - III. "Full Circle" - IV. "Intervals" - V. "Razor's Edge〉 | 페트루치, 라브리에, 포트노이 - 페트루치 - 라브리에 - 포트노이 - 포트노이 - 페트루치 | 24:00     |
| 총 재생 시간: | 총 재생 시간: | 총 재생 시간:                                                                       | 75:33     |

## 차트 순위
| Chart      | Position |
| ---------- | -------- |
| 오스트리아 | 35       |
| 캐나다     | 15       |
| 중국       | 100      |
| 체코       | 33       |
| 덴마크     | 38       |
| 핀란드     | 2        |
| 프랑스     | 18       |
| 독일       | 15       |
| 그리스     | 3        |
| 헝가리     | 4        |
| 이탈리아   | 2        |
| 일본       | 10       |
| 한국       | 3        |
| 네덜란드   | 9        |
| 노르웨이   | 9        |
| 폴란드     | 39       |
| 스페인     | 31       |
| 스웨덴     | 4        |
| 스위스     | 43       |
| 슬로베니아 | 2        |
| UK         | 72       |
| 미국       | 36       |

## 제작
- 프로듀싱 : 존 페트루치 & 마이크 포트노이
- 엔지니어 : Doug Oberkircher
- 어시스턴트 엔지니어 : Colleen Culhane, Kaori Kinoshita, Ryan Simms
- 스튜디오 어시스턴트 : Bert Baldwin
- 믹싱 : Michael H. Brauer
- 어시스턴트 & 프로-툴 엔지니어 : Keith Gary
- 세컨드 어시스턴트 : Will Hensley
- 마스터링 : George Marino

## 구성원
- 제임스 라브리에 – 리드 보컬
- 존 페트루치 – 기타, 백킹 보컬
- 조던 루디스 – 키보드, 컨티늄, 랩 스틸 기타
- 존 명 – 베이스
- 마이크 포트노이 - 드럼, 퍼커션, 백킹 보컬

### 오케스트라 구성원
| - 오케스트라 - "Sacrificed Sons", "Octavarium" - 콘서트마스터 - Elena Barere - 바이올린 - Katharine Fong - Ann Lehmann - Katherine Livolsi-Stern - Laura McGinniss - Catherine Ro - Ricky Sortomme - Yuri Vodovoz - 비올라 - Vincent Lionti - Karen Dreyfus - 첼로 - Richard Locker - Jeanne LeBlanc - 플루트 - Pamela Sklar - 프렌치 호른 - Joe Anderer - Stewart Rose | - 현악 4인조 - "The Answer Lies Within" - 바이올린 - Elena Barere - Carol Webb - 비올라 - Vincent Lionti - 첼로 - Richard Locker - 현악기 어레인지 및 지휘 : 잼시드 셰리피 |